# Адміністративний поділ Таджикистану
Таджикистан поділений на 2 області, 1 автономну область, 9 районів і 5 міст республіканського підпорядкування:
| Адміністративна одиниця (у дужках зазначені колишні назви) | Центр         |
| ---------------------------------------------------------- | ------------- |
| Согдійська (Ленінабадська) область                         | м. Худжанд    |
| Хатлонська область                                         | м. Бохтар     |
| Горно-Бадахшанська автономна область                       | м. Хорог      |
| Варзобський район                                          | к. Варзоб     |
| Лахшський район (Джилікульський)                           | смт Вахдат    |
| Нурабадський (Дарбандський) район                          | смт Дарбанд   |
| Раштський (Гармський) район                                | смт Гарм      |
| Район Рудакі (Ленінський)                                  | смт Сомонійон |
| Сангворський район (Тавільдаринський)                      | к. Тавільдара |
| Таджикабадський район                                      | к. Таджикабад |
| Файзабадський район                                        | смт Файзабад  |
| Шахрінавський район                                        | смт Шахрінав  |
| Місто Душанбе                                              | м. Душанбе    |
| Місто Вахдат (Орджонікідзеабад, Кофарніхон)                | м. Вахдат     |
| Місто Гісар                                                | м. Гісар      |
| Місто Рогун                                                | м. Рогун      |
| Місто Турсунзаде                                           | м. Турсунзаде |

Скорочення: к. — кишлак, м. — місто, смт — селище міського типу.